# Les Cruet
Les Cruet és un grup català de punk rock encapçalat per la cantant i guitarrista Laura Crehuet i format per músics provinents de grups com Zeidun, La Célula Durmiente i Tokyo Sex Destruction.

## Discografia
- Pomes agres (Bankrobber, 2016)[3]
- Cérvols, astres (Bankrobber, 2019)[4]
- He caigut / Una guineu (senzill, 2022)